# فارس غطاشة
فارس أحمد غطاشة (ولد في 30 أبريل 1997 في الرياض، المملكة العربية السعودية) لاعب كرة قدم أردني يجيد اللعب في مركز الوسط المهاجم وأيضا المهاجم والجناح الأيمن. يلعب حاليا لصالح الرفاع الشرقي في الدوري البحريني الممتاز منذ 1 يوليو 2023.

## المسيرة الرياضية

### الأندية
في 1 يوليو 2023 انتقل غطاشة من الشباب البحريني إلى الرفاع الشرقي البحريني في صفقة انتقال حر.